# Robert Jaujard
Pour les articles homonymes, voir Jaujard.
Robert Jaujard (Saint-Martin-de-Saint-Maixent, 6 mars 1896-Toulon, 25 janvier 1977), est un officier de marine français.

## Biographie
Né dans une famille protestante, originaire de Sainte-Foy-la-Grande, son père Jacques Jaujard (1865-1919) est pasteur et devient durant la Grande Guerre aumônier temporaire de l'armée navale ; il est fait chevalier de la Légion d'honneur en janvier 1919, peu avant sa mort.
Robert débute dans la marine en septembre 1914 comme matelot sur le Duguay-Trouin.  Il est promu maître de manœuvre sur le croiseur cuirassé Jeanne-d'Arc en mars 1915. Il entre à l'École navale en septembre 1915 et en sort aspirant en avril 1916. Il embarque alors sur le contre-torpilleurs Aspirant-Herber en Méditerranée.
Enseigne de 1re classe (avril 1918), il embarque sur le Condorcet, le Pothuau, la Lorraine (1919) puis le Montcalm en 1920 où il est remarqué par l'amiral Jules-Théophile Docteur.
Lieutenant de vaisseau en janvier 1921, il appartient à l'état-major de la division navale d'Extrême-Orient sous les ordres de Darlan qui le prend avec lui comme second sur l'aviso-école de pilotage Chamois (1922-1923). Il embarque ensuite sur l' Ancre (1924) puis est envoyé à l'état-major du préfet maritime de Rochefort et embarque en décembre 1925 sur le cuirassé Lorraine comme officier de manœuvre.
En 1926, il commande le pétrolier Var en Méditerranée puis devient officier de manœuvre sur la Jeanne-d'Arc puis sur l'Edgar-Quinet toujours sous les ordres de Darlan (1927-1928) avant d'embarquer comme officier en second sur le torpilleur Boulonnais en 1929.
Capitaine de corvette en septembre 1931, commandant adjoint du croiseur Foch à Brest, il commande le torpilleur Fortuné de l'escadre de Méditerranée en 1933-1934 et supervise en 1935 les travaux de la nouvelle École navale à Brest. Il est ensuite nommé chef du service intérieur et sécurité du cuirassé Dunkerque et obtient un témoignage officiel de satisfaction.
Capitaine de frégate en avril 1937, il commande le contre-torpilleur Vauquelin en Méditerranée puis est second du croiseur Algérie en 1940. Il se fait alors remarquer lors du bombardement de Gênes et de Vado et est cité pour son sang-froid et son habileté de manœuvrier.
Capitaine de vaisseau en juillet 1941, il est premier sous-chef d'état-major des forces maritimes du sud à Alger. En janvier 1943, il commande le croiseur Georges-Leygues dans les forces françaises combattantes. Il coule au canon le croiseur auxiliaire allemand Portland le 13 avril 1943 dans l’Atlantique Sud alors que celui-ci tentait de forcer le blocus allié.
En janvier 1944, il commande la marine à Alger.
Contre-amiral en mars, en mai, il commande la 4e division de croiseurs et prend part au débarquement de Normandie en bombardant avec succès les positions allemandes de Port-en-Bessin. En août 1944, il participe de même au débarquement de Provence. Commandant de la Flank Force, une unité alliant croiseurs et chasseurs, il appuie la progression des armées alliées sur les côtes italiennes.
Vice-amiral en avril 1946, il occupe les fonctions de major général de la marine. En 1947, il commande le groupe Richelieu et la force d'intervention. Il est Amiral-Europe occidentale de l'OTAN  en octobre 1948, puis Amiral-centre Europe en 1951.
Il prend rang et appellation de vice-amiral d'escadre en septembre 1952. Il est très estimé d'Eisenhower. En 1954, il est nommé membre titulaire du conseil supérieur des forces armées.
Il est versé dans la 2e section en avril 1956 et meurt à Toulon le 25 janvier 1977.

## Récompenses et distinctions
- Grand officier de la Légion d'honneur par décret du 17 mars 1949[2]
  -  Commandeur de la Légion d'honneur par décret du 15 janvier 1945
  -  Officier de la Légion d'honneur par décret du 11 juin 1937
  -  Chevalier de la Légion d'honneur par décret du 27 mars 1925
- Croix de guerre 1939-1945
- Chevalier de l'ordre du Mérite maritime (25 mai 1932)
- Ordre de l'Empire britannique à titre militaire (Commandeur au titre de l'honorariat du 26 décembre 1946)
- Grand officier de l'ordre du Ouissam alaouite
- Une rue de Toulon a été nommée en son honneur.